# Domenico Balsamo
Domenico Balsamo (Napoli, 29 marzo 1979) è un attore italiano.

## Biografia
Nato a Napoli da madre insegnante e padre impiegato, diplomato al liceo artistico, si laurea con il massimo dei voti presso la facoltà di Architettura "Luigi Vanvitelli" della Seconda università degli studi di Napoli, sede di Aversa.
Nel 1997 inizia a studiare recitazione; l'anno successivo recita in due lavori teatrali di Eduardo De Filippo, Questi fantasmi e Le voci dentro.
Nel 2001 è protagonista del film Luna rossa, regia di Antonio Capuano, e nel 2003 di Pater familias, regia di Francesco Patierno.
Le sue prime partecipazioni televisive sono nella serie tv di Rai 3, La squadra, e in Rosafuria, regia di Gianfranco Albano, in onda nel 2003 su Rai 2. Nel 2003 è anche tra i protagonisti della miniserie TV Salvo D'acquisto, diretta da Alberto Sironi e trasmessa da Rai Uno, dove riappare l'anno successivo nella miniserie Mai storie d'amore in cucina, regia di Giorgio Capitani e Fabio Jephcott.
Nell'estate del 2006 acquista una discreta popolarità, interpretando il ruolo di Alberto in Un posto al sole d'estate - Cercasi Elena disperatamente, versione estiva della soap opera di Rai Tre, Un posto al sole. Nella prima metà del 2007 appare su Mediaset nelle miniserie Donne sbagliate, regia di Monica Vullo, e L'uomo della carità - Don Luigi Di Liegro, regia di Alessandro Di Robilant.
Nel 2008 è tra gli interpreti della miniserie di Canale 5, Il sangue e la rosa, diretta da Salvatore Samperi, Luigi Parisi e Luciano Odorisio. Nello stesso anno ritorna, dopo qualche anno d'assenza, sul grande schermo con i film Altromondo, regia di Fabio Massimo Lozzi, e L'ultimo Pulcinella, regia di Maurizio Scaparro, a cui fanno seguito, nel 2009, Sogno il mondo il venerdì, regia di Pasquale Marrazzo, e L'ultimo re, regia di Antonello Grimaldi.

## Filmografia

### Teatro
- Questi fantasmi, regia di Egidio Caiazzo (1998)
- Le voci dentro, regia di Egidio Caiazzo (1998)
- La tempesta, regia di Viviana Di Bert (1999)
- Santa Maria del pallone, regia di Mario Gelardi (2002)
- Idroscalo 93, regia di Mario Gelardi (2004)
- Spin Off, regia di Mario Gelardi (2004)

### Cinema
- Luna rossa, regia di Antonio Capuano (2001)
- Rosa Funzeca, regia di Aurelio Grimaldi (2002)
- Pater familias, regia di Francesco Patierno (2003)
- Altromondo, regia di Fabio Massimo Lozzi (2008)
- L'ultimo Pulcinella, regia di Maurizio Scaparro (2008)
- Sogno il mondo il venerdi, regia di Pasquale Marrazzo (2009)
- L'ultimo re, regia di Aurelio Grimaldi (2010)

### Televisione
- Rosafuria, regia di Gianfranco Albano (2003)
- Salvo D'Acquisto, regia di Alberto Sironi (2003)
- Mai storie d'amore in cucina, regia di Giorgio Capitani e Fabio Jephcott (2004)
- Un posto al sole d'estate - Cercasi Elena disperatamente, registi vari (2006)
- Donne sbagliate, regia di Monica Vullo (2007)
- L'uomo della carità - Don Luigi Di Liegro, regia di Alessandro Di Robilant (2007)
- Piloti, regia di Celeste Laudisio (2007)
- Il sangue e la rosa, regia di Salvatore Samperi, Luigi Parisi e Luciano Odorisio (2008)
- Pinocchio, regia di Alberto Sironi (2009)
- L'ultima trincea, regia di Alberto Sironi (2009)
- Ho sposato uno sbirro 2 regia di Andrea Barzini (2010)
- Don Matteo, regia di Giulio Base (2010)
- L'onore e il rispetto - Parte terza, regia di Luigi Parisi e Alessio Inturri (2012)
- Come un delfino - serie TV (2012-in corso)
- Le tre rose di Eva 2 - serie TV (2013)
- Baciamo le mani - Palermo New York 1958, regia di Eros Puglielli (2013)
- Gomorra - La serie - serie TV, 4 episodi (2014)

### Cortometraggi
- La fondue, regia di Enzo Caiazzo (2005)
- Sangue del mio sangue, regia di Luca Pascuccio (2006)
- Differenti, regia di Renato Chiocca (2009)
- Rum & Coca, regia di Enzo Caiazzo (2009)